# NGC 1225
NGC 1225 je galaksija u zviježđu Eridan.

## Vanjske poveznice
- SEDS: NGC 1225